# Пафунди, Симоне
Симо́не Пафу́нди (итал. Simone Pafundi; 14 марта 2006) — итальянский футболист, атакующий полузащитник итальянского клуба «Удинезе» и сборной Италии.

## Клубная карьера
Уроженец города Монфальконе, Пафунди начал футбольную карьеру в академии одноимённого клуба.  В 2014 году его заметили скауты клуба «Удинезе», после чего он присоединился к академии этого клуба. В марте 2022 года Симоне подписал с «Удинезе» свой первый профессиональный контракт. 22 мая 2022 года дебютировал в основном составе «Удинезе» в матче итальянской Серии A против «Салернитаны». Он стал первым игроком 2006 года рождения, сыгравшим в итальянской Серии A.
В январе 2024 года отправился в аренду в швейцарский клуб «Лозанна» до конца календарного года.

## Карьера в сборной
Выступал за сборные Италии до 16, до 17, до 19 и до 20 лет.
16 ноября 2022 года дебютировал за главную сборную Италии в товарищеском матче против сборной Албании, став самым юным игроком сборной Италии за последние 100 лет.

## Личная жизнь
Старший брат Симоне, Андреа, также выступает за молодёжную команду «Удинезе».